# RS Coronae Borealis
RS Coronae Borealis eller HD 143347 är en ensam stjärna belägen i den mellersta delen av stjärnbilden Norra kronan. Den har en högsta skenbar magnitud av ca 8,7 och kräver en kraftig handkikare eller ett mindre teleskop för att kunna observeras. Baserat på parallaxmätning inom Hipparcosuppdraget på ca 3,04 mas, beräknas den befinna sig på ett avstånd på ca 1 073 ljusår (329 parsek) från solen. Den rör sig närmare solen med en heliocentrisk radialhastighet på ca -81 km/s.

## Egenskaper

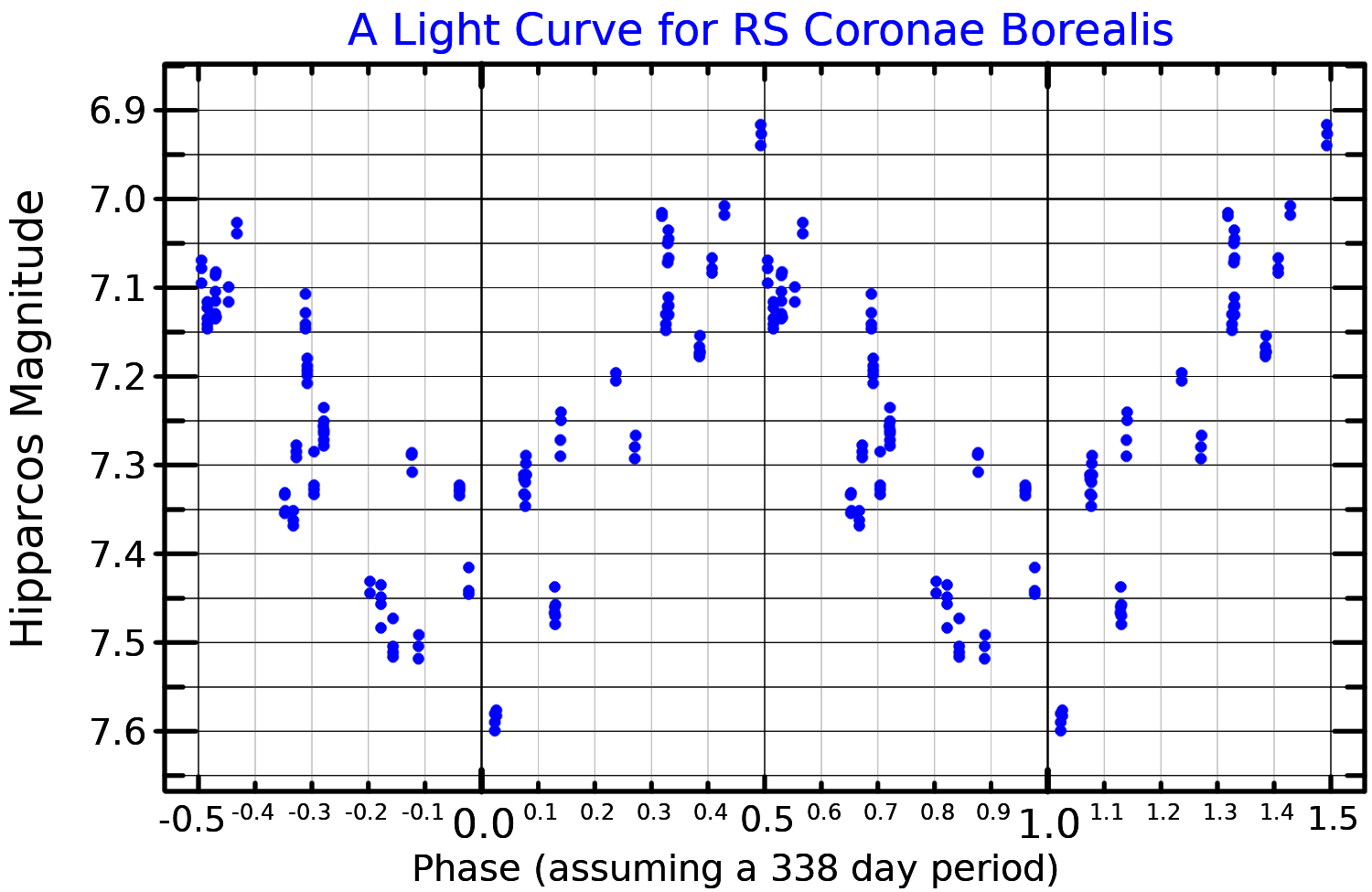
Ljuskurva för RS Coronae Borealis, anpassad från Hipparcosdata

RS Coronae Borealis är en röd jättestjärna av spektralklass M7 III, som är ovanlig för dess stora egenrörelse för en röd stjärna (>50 mas per år). Den utsänder energi från fotosfären motsvarande cirka 1 840 gånger solen vid en effektiv temperatur av ungefär 3 300 K.
RS Coronae Borealis är en halvregelbunden variabel som varierar i skenbar magnitud 8,7-11,6 med en period av 332 dygn.